# Museo del Canal Interoceánico de Panamá
El Museo del Canal Interoceánico de Panamá, popularmente conocido como Museo del Canal, es un museo de carácter público y sin fines de lucro, situado en la ciudad de Panamá. Está dedicado a conservar, investigar y difundir los testimonios de la historia del Canal de Panamá. Tiene su sede en un edificio ubicado en la Plaza de la Independencia, dentro del Casco Antiguo de Panamá, en el corregimiento de San Felipe.

## Historia
El museo fue concebido en 1996, cuando se aprobó el patronato que supervisa sus actividades y se decidió rehabilitar el edificio en que está emplazado, el cual data de 1874. Éste abrió sus puertas el 9 de septiembre de 1997, con motivo de la como celebración del Congreso Universal del Canal.
Numerosas instituciones nacionales e internacionales han apoyado al museo desde su creación, entre ellas, la antigua Comisión del Canal de Panamá y la Comunidad Europea. Actualmente, es miembro activo del Consejo Internacional de Museos (ICOM) y la Asociación Americana de Museos (AAM). Está afiliado además al Instituto Smithsonian.

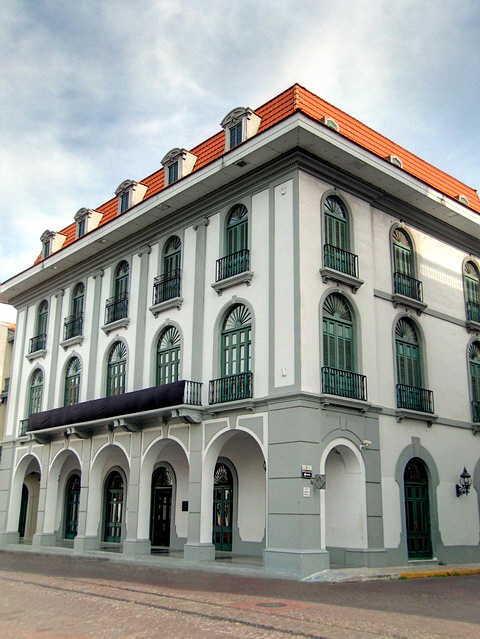
Fachada del edificio.

### El edificio
El edificio en el que ha estado ubicado el museo desde su apertura fue construido por el empresario alsaciano George Loew, para ser utilizado como hotel. En el momento de su terminación, éste presentaba varias características arquitectónicas novedosas para Panamá, como el techo con mansardas, iluminación a gas y un refinado sistema de prevención de incendios.
En 1881, el edificio fue adquirido por la Compagnie Universelle du Canal Interocéanique, la empresa francesa que inició la construcción de la ruta interoceánica y que más tarde cediera los derechos de explotación y construcción de esta a los Estados Unidos. Tras la falla del canal francés, el edificio actual del Museo del Canal de Panamá fue utilizado por la Comisión del Canal de los Estados Unidos durante 4 años hasta que se trasladó a Balboa en 1910. El gobierno panameño compró el edificio en 1915 para utilizarlo como oficinas públicas. Con el paso de los años, se fue deteriorando como la mayoría de los edificios del Casco Viejo. En 1996 se creó el Patronato del Museo del Canal Interoceánico. Los trabajos de restauración comenzaron de inmediato y la primera parte del museo se inauguró en 1997, mientras que la construcción completa tardó seis años.

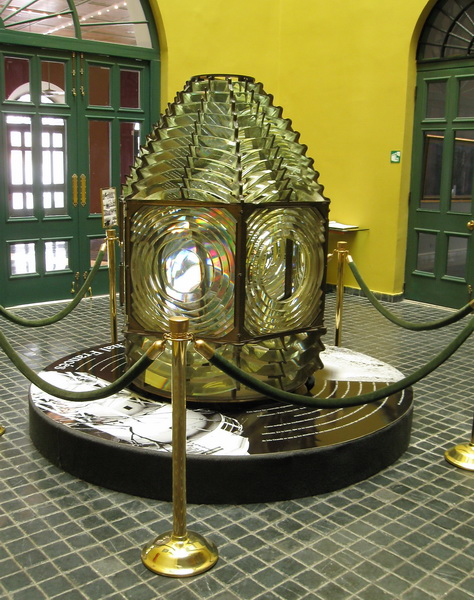
Parte de un faro construido en 1893, expuesto en el museo.

## Exhibiciones
El museo cuenta con diez salas de exhibiciones permanentes donde se exponen cronológicamente los testimonios de la historia de la ruta interoceánica a través del istmo y la posterior construcción del Canal de Panamá. Se presenta también la evolución de las actividades canaleras y el paso de este a manos panameñas, en virtud del cumplimiento de los Tratados Torrijos-Carter. 
Paralelamente, el museo se destaca por albergar una gran cantidad de exposiciones temporales todos los años, enmarcadas en disímiles temas en el ámbito de la cultura, arquitectura, historia y conservación ambiental.